# 田中商店街
田中商店街（たなかしょうてんがい）は、長野県東御市にある商店街である。

## 概要
田中商店街は、長野県東御市の田中・県・常田地内の商店街であり、しなの鉄道線田中駅前周辺を中心に長野県道166号東部望月線沿いに北方は国道18号まで約310m、東方は約450mにかけて形成されている。稲荷山、銀座、中央、常田の4つのブロックが一体となった商業集積地を形成している。
以前宿場町であった、北国街道田中宿が、発展して形成された東御市で最大の商店街である。明治時代に宿場機能が失われてからは製紙業、1938年（昭和13年）頃には特に繭糸の集荷などの栄えを経て、現在に至る。商店数は、約80〜100軒ほど存在する。
商店街としては小さいが、結婚式場などの比較的大きな施設も存在する。
また2007年には、歩道を設置、田中駅前に信号機の設置、電線地中化などの工事が完了し以前と比べて、商店街の景観や利便性が向上している。

## 周辺
- 東御市役所
- しなの鉄道線田中駅
- ゆぅふるtanaka
- 長野県東御清翔高等学校（旧長野県東部高等学校）
- 国道18号
- ラ・ヴェリテ（結婚式場）
- 東御郵便局
- 八十二銀行 田中支店

## 施設
商店などが多く立ち並んでいるが、結婚式場や、銀行の支店、郵便局、ビジネスホテル、障害者支援、学習塾などの施設もある。稲荷町という商店街の一角があり、居酒屋などが立ち並んでいる。

## 行事
- 田中祇園祭
- 東御市民祭り（旧雷電祭り）
- 田中商店街 恵比寿講祭り